# Ololygon ariadne
Ololygon ariadne (Synonyme: Scinax ariadne, Hyla ariadne) ist ein neotropischer Frosch aus der Familie der Laubfrösche. Nach Faivovich et al. (2005) wird die Art innerhalb der Gattung Scinax zur Scinax catharinae-Klade gezählt. Im Jahr 2016 wurde vorgeschlagen, diese Klade zur Gattung mit dem Namen Ololygon zu erheben. Es wurde diskutiert, welchen Umfang diese Klade hat, und ob sie tatsächlich als eine eigene Gattung darstellbar ist. Im Jahr 2023 wurde nach ausführlichen molekulargenetischen und  morphologischen Untersuchungen die Gattung Ololygon wiedererrichtet.

## Beschreibung
Dieser im Vergleich zu anderen Vertretern der Gattung mittelgroße Laubfrosch besitzt eine charakteristische kreisförmige Kontur um den Kopf, eine dunkle Rückenfärbung mit silberner Zeichnung und eine dunkle dorsale Färbung der Gliedmaßen mit transversalen weißen Streifen.

## Verbreitung
Diese in Brasilien endemische Art ist bisher nur aus dem "Parque Nacional da Serra da Bocaina", welcher in den beiden Bundesstaaten São Paulo und Rio de Janeiro liegt, aus Höhen zwischen 500 und 1600 m ü. NN bekannt.

## Lebensraum und Ökologie
Ololygon ariadne findet sich in der Vegetation in der Nähe von Bächen, welche er zur Reproduktion nutzt, in Primärwald und Sekundärwald.

## Gefährdung
Die IUCN listet Ololygon ariadne als Data Deficient, weil noch zu wenig über Verbreitung und ökologische Ansprüche bekannt ist. Die Art ist jedoch nicht selten und zeigt einen stabilen Populationstrend. Der "Parque Nacional da Serra da Bocaina", wo die Art entdeckt wurde, ist ein  Naturschutzgebiet. Daher ist die Prognose für den Fortbestand positiv.

## Synonyme
- Hyla ariadne Bokermann, 1967
- Hyla catharinae bocainensis Lutz, 1968
- Scinax ariadne(Bokermann, 1967)

Duellman & Wiens (1992) stellten die Art in die Gattung Scinax.